# Chambeugle
Chambeugle is een plaats en voormalige Franse gemeente in het het arrondissement Auxerre van departement Yonne in regio Bourgogne-Franche-Comté en telt 62 inwoners (2009).

## Geschiedenis
Op 1 januari 2016 werden de gemeenten van de Communauté de communes de l'orée de Puisaye, waar Chambeugle deel van uitmaakte, samengevoegd tot de huidige gemeente Charny Orée de Puisaye.

## Geografie
De oppervlakte van Chambeugle bedraagt 7,6 km², de bevolkingsdichtheid is dus 8,2 inwoners per km².
De onderstaande kaart toont de ligging van Chambeugle met de belangrijkste infrastructuur en aangrenzende gemeenten.

## Demografie
Onderstaande figuur toont het verloop van het inwonertal (bron: INSEE-tellingen).